# IPad mini (7e génération)
L'iPad mini de septième génération (stylisé et commercialisé sous le nom de iPad mini (A17 Pro) et couramment appelé iPad mini 7) est une tablette tactile de la gamme iPad mini conçue, développée et commercialisée par Apple. Il a été présenté le 15 octobre 2024 via un communiqué de presse et est disponible à la vente à partir du 23 octobre 2024.
Il est proposé en quatre couleurs : Gris sidéral, Bleu, Mauve et Lumière stellaire.

## Conception
Le design de l'appareil est similaire à celui de l'iPad mini 6, avec les mêmes dimensions et le même poids de 293 gramme (297 grammes pour le modèle Wi‑Fi + Cellular). La seule différence est la gravure “iPad mini” à l’arrière de l’appareil, au lieu du traditionnel "iPad".

## Composition
La tablette est équipée d'un SoC Apple A17 Pro et de 8 Go de RAM, permettant la compatibilité avec Apple Intelligence.
L'écran est identique à la génération précédente, avec une taille de 8,3 pouces et une définition de 2266 x 1488 pixels.
En termes de connectique, elle dispose de l’USB 3.1, du Bluetooth 5.3 et du Wi-Fi 6E.
Le stockage commence à 128 Go avec la possibilité d'avoir la tablette en 256 et 512 Go.
L’appareil est compatible avec l’Apple Pencil Pro.